# Sorodschon Michailowna Jussufowa
Sorodschon Michailowna Jussufowa (russisch Сараджан Михайловна Юсупова, tadschikisch Сороҷон Михайловна Юсуфова; * 5. Maijul. / 18. Mai 1910greg. in Buchara; † 15. Mai 1966 in Duschanbe) war eine sowjetische Geochemikerin und Hochschullehrerin.

## Leben
Jussufowa, Tochter eines bucharischen Juden, studierte an der Chemie-Fakultät der Zentralasiatischen Staatlichen Universität (SAGU) in Samarkand mit Abschluss 1935. Darauf arbeitete sie in Moskau als Aspirantin im Dokutschajew-Institut für Bodenkunde der Akademie der Wissenschaften der UdSSR (AN-SSSR).
1940 wurde Jussufowa Wissenschaftliche Mitarbeiterin des Geologie-Instituts der usbekischen Filiale der AN-SSSR in Taschkent. Dort organisierte sie und leitete dann das Röntgen-Laboratorium für Mineralogie. Sie untersuchte die kolloidchemischen Eigenschaften von usbekischen Tonen.  Noch während des Deutsch-Sowjetischen Kriegs kehrte sie 1943 nach Moskau zurück und arbeitete wieder im Institut für Bodenkunde.
1946 wurde Jussufowa Mitarbeiterin des Geologie-Instituts der Tadschikischen Sozialistischen Sowjetrepublik (SSR) in Stalinabad (seit 1961 Duschanbe) und leitete den Sektor für Kohle- und Erdöl-Geologie und ab 1949 die Abteilung für allgemeine Geologie (bis 1952). 1948 verteidigte sie mit Erfolg ihre mineralogisch-geochemische Dissertation für die Promotion zur Doktorin der geologisch-mineralogischen Wissenschaften. Ihre Forschungsschwerpunkte waren die Geochemie des Coelestins, die tadschikischen Mineralquellen und die zentralasiatischen Lössböden.
Ab 1948 leitete Jussufowa den Lehrstuhl für Mineralogie und Petrographie der Tadschikischen Universität in Stalinabad bzw. Duschanbe. 1950 folgte die Ernennung zur Professorin. 1951 wurde sie zum Vollmitglied der Akademie der Wissenschaften der Tadschikischen SSR gewählt. 1964 erschien ihr Lehrbuch der Geologie mit Elementen der Mineralogie und Petrographie in tadschikischer Sprache. Sie war Abgeordnete des Obersten Sowjets der Tadschikischen SSR.
Das Bergbau-Geologie-Technikum in Duschanbe trägt Jussufowas Namen.

## Ehrungen, Preise
- Verdiente Wissenschaftlerin und Technikerin der Tadschikischen SSR (1960)[3]
- Ehrenzeichen der Sowjetunion (zweimal)[1]